# Achatocarpaceae
Achatocarpaceae — родина деревних квіткових рослин, що складається з двох родів і 11 відомих видів і визнана більшістю систематиків. Родина поширена від південного заходу США на південь до тропічної та субтропічної Південної Америки.
Система APG II (2003 р.; без змін порівняно з системою APG 1998 р.) відносить його до порядку Caryophyllales. Родина утворює кладу разом з Amaranthaceae і Caryophyllaceae, двома дуже великими родинами.